# Плахотнюк Андрій Миколайович
Андрій Миколайович Плахотнюк (нар. 1 серпня 1975, Харків) — український дипломат. Надзвичайний та Повноважний Посол України в Канаді (з 2025 року), посол України в Швеції (2020—2025).

## Життєпис
Народився 1 серпня 1975 року в Харкові. У 1997 році закінчив Інститут сходознавства та міжнародних відносин «Харківський колегіум». Володіє англійською, російською, китайською і японською мовами.
У 1997—1998 рр. — аташе, третій секретар відділу країн Азії і Тихоокеанського регіону Управління Азії, Тихоокеанського регіону, Близького і Середнього Сходу та Африки, МЗС України.
У 1998—2002 рр. — третій, другий секретар Посольства України в Китайській Народній Республіці.
У 2002—2003 рр. — другий секретар відділу країн Центрально-східної Європи Третього територіального управління Департаменту двостороннього співробітництва, МЗС України.
У 2003—2004 рр. — перший секретар, помічник заступника Міністра закордонних справ України.
У 2004—2006 рр. — радник відділу країн Азіатсько-тихоокеанського регіону П'ятого територіального управління (Третього територіального департаменту), МЗС України.
У 2006—2010 рр. — радник з політичних питань Посольства України в Китайській Народній Республіці.
У 2011—2013 рр. — начальник відділу перспективного партнерства Політичного департаменту, МЗС України.
У 2013—2014 рр. — заступник директора Департаменту — начальник відділу політичного аналізу Політичного департаменту, МЗС України.
З квітня 2014 по липень 2014 рр. — заступник начальника Управління політичного аналізу та планування, МЗС України.
З липня 2014 по лютий 2016 рр. — начальник Управління Російської Федерації, МЗС України.
З лютого 2016 по лютий 2020 рр. — директор Департаменту протидії загрозам з боку Російської Федерації, МЗС України.
З березня 2020 по вересень 2020 р. — директор Шостого територіального департаменту МЗС України.
З 21 вересня 2020 до 21 липня 2025 року — Надзвичайний та Повноважний Посол України в Королівстві Швеція.
23 листопада 2020 року — передав Вірчі грамоти через МЗС Швеції Його Величності Королю Карлу XVI Густаву. Офіційна аудієнція у Його Величності відбулася 17 вересня 2021 року.
21 липня 2025 року був призначений Послом України в Канаді та Постійним представником України при Міжнародній організації цивільної авіації (IKAO) за сумісництвом.

## Дипломатичний ранг
- Надзвичайний і Повноважний Посланник першого класу (22 грудня 2017)[11]
- Надзвичайний і Повноважний Посол (24 серпня 2022)[12]

## Нагороди та відзнаки
- Королівський Орден Полярної зірки (Королівство Швеція), Командор Першого Класу (2022),
- Орден «За заслуги» ІІІ ступеня (22 грудня 2021) — за вагомий особистий внесок у зміцнення міжнародного співробітництва України, багаторічну плідну дипломатичну діяльність та високий професіоналізм[13].
- Подяка Прем'єр-міністра України (2017),
- нагрудні знаки МЗС України «За сумлінну службу» (2015),
- «Відзнака МЗС України» (2013),
- Почесна грамота МЗС України (2011),
- Подяка МЗС України (2009).